# Sønderjysk Elitesport 2012-2013
Questa voce raccoglie le informazioni riguardanti il Sønderjysk Elitesport nelle competizioni ufficiali della stagione 2012-2013.

## Stagione
Il SønderjyskE chiuse la stagione all'8º posto in classifica, mentre l'avventura nella Coppa di Danimarca 2012-2013 si chiuse al terzo turno con l'eliminazione per mano del Copenaghen. Lasse Vibe fu il calciatore più utilizzato in tutto il campionato con le sue 33 presenze, diventando anche il miglior marcatore con 13 reti.

## Maglie e sponsor
Lo sponsor ufficiale per la stagione 2012-2013 fu Fros. La divisa casalinga era composta da una maglia celeste con colletto bianco, pantaloncini bianchi e calzettoni bianco-celesti. Quella da trasferta era invece completamente nera, con rifiniture celesti.
| Casa | Trasferta |

## Rosa
| N. |                      | Ruolo | Calciatore          |
| -- | -------------------- | ----- | ------------------- |
| 1  | Croazia (bandiera)   | P     | Marin Skender       |
| 1  | Norvegia (bandiera)  | P     | Håkon Opdal         |
| 3  | Danimarca (bandiera) | D     | Jonas Troest        |
| 4  | Islanda (bandiera)   | D     | Hallgrímur Jónasson |
| 5  | Danimarca (bandiera) | D     | Niels Lodberg       |
| 6  | Danimarca (bandiera) | C     | Thomas Hansen       |
| 7  | Danimarca (bandiera) | C     | Daniel Christensen  |
| 8  | Danimarca (bandiera) | C     | Henrik Hansen       |
| 9  | Danimarca (bandiera) | A     | Tommy Bechmann      |
| 10 | Danimarca (bandiera) | C     | Nicolaj Madsen      |
| 10 | Zimbabwe (bandiera)  | A     | Quincy Antipas      |
| 11 | Danimarca (bandiera) | C     | Johan Absalonsen    |
| 11 | Danimarca (bandiera) | A     | Kenneth Fabricius   |
| 12 | Danimarca (bandiera) | D     | Søren Mussmann      |
| 14 | Danimarca (bandiera) | D     | Jacob Tjørnelund    |
| 15 | Nigeria (bandiera)   | C     | Adigun Salami       |
| 16 | Danimarca (bandiera) | C     | Rasmus Hansen       |
| 16 | Danimarca (bandiera) | C     | Henrik Bødker       |

| N. |                                 | Ruolo | Calciatore         |
| -- | ------------------------------- | ----- | ------------------ |
| 17 | Danimarca (bandiera)            | C     | Lasse Vibe         |
| 18 | Islanda (bandiera)              | C     | Eyjólfur Héðinsson |
| 19 | Austria (bandiera)              | D     | Florian Hart       |
| 20 | Danimarca (bandiera)            | A     | Bjørn Paulsen      |
| 21 | Islanda (bandiera)              | C     | Arnar Pétursson    |
| 22 | Nigeria (bandiera)              | D     | Rabiu Afolabi      |
| 22 | Stati Uniti (bandiera)          | C     | Conor O'Brien      |
| 23 | Norvegia (bandiera)             | D     | Jarl André Storbæk |
| 24 | Danimarca (bandiera)            | C     | Andreas Oggesen    |
| 25 | Bosnia ed Erzegovina (bandiera) | A     | Kenan Hajdarević   |
| 27 | Danimarca (bandiera)            | P     | Kenneth Stenild    |
| 28 | Danimarca (bandiera)            | D     | Jacob Eriksen      |
| 28 | Danimarca (bandiera)            | D     | Søren Fuglsang     |
| 28 | Belgio (bandiera)               | D     | Gill Swerts        |
| 31 | Danimarca (bandiera)            | C     | Morten Hansen      |
| 31 | Danimarca (bandiera)            | A     | Mikael Uhre        |
| 35 | Danimarca (bandiera)            | C     | Patrick Born       |

## Calciomercato

### Sessione estiva(dal 01/07 al 31/08)
| Acquisti         | Acquisti         | Acquisti   | Acquisti      |
| R.               | Nome             | da         | Modalità      |
| ---------------- | ---------------- | ---------- | ------------- |
| P                | Håkon Opdal      |            | svincolato    |
| D                | Florian Hart     |            | svincolato    |
| D                | Niels Lodberg    |            | svincolato    |
| D                | Gill Swerts      |            | svincolato    |
| C                | Johan Absalonsen | Copenaghen | definitivo    |
| C                | Nicolaj Madsen   | HB Køge    | definitivo    |
| C                | Adigun Salami    |            | svincolato    |
| A                | Kenan Hajdarević | Horsens    | definitivo    |
| Altre operazioni |                  |            |               |
| R.               | Nome             | da         | Modalità      |
| A                | Anders Hostrup   | Skive      | fine prestito |

| Cessioni | Cessioni            | Cessioni     | Cessioni   |
| R.       | Nome                | a            | Modalità   |
| -------- | ------------------- | ------------ | ---------- |
| P        | Nathan Coe          |              | svincolato |
| D        | Michael Christensen |              | svincolato |
| D        | Anders Østli        |              | svincolato |
| D        | Jarl André Storbæk  | Strømsgodset | definitivo |
| C        | Mads Jessen         |              | svincolato |
| A        | Quincy Antipas      | Brøndby      | definitivo |
| A        | Kenneth Fabricius   | Esbjerg      | prestito   |
| A        | Anders Hostrup      |              | svincolato |

### Sessione invernale(dal 01/01 al 31/01)
| Acquisti | Acquisti      | Acquisti | Acquisti   |
| R.       | Nome          | da       | Modalità   |
| -------- | ------------- | -------- | ---------- |
| P        | Marin Skender |          | svincolato |
| D        | Rabiu Afolabi |          | svincolato |
| C        | Rasmus Hansen | Randers  | prestito   |

| Cessioni | Cessioni      | Cessioni     | Cessioni   |
| R.       | Nome          | a            | Modalità   |
| -------- | ------------- | ------------ | ---------- |
| P        | Håkon Opdal   | Start        | definitivo |
| C        | Henrik Bødker | Vejle        | definitivo |
| C        | Conor O'Brien | Nordsjælland | definitivo |

## Risultati

### Superligaen
| Arbitro: | Larsen |

|                                                                                 |           |            |
| T. Hansen 12’ H. Hansen 18’ Antipas 33’ O'Brien 50’ Vibe 62’ Storbæk 72’ (rig.) | Marcatori | 47’ Kamper |

| Arbitro: | Tykgaard |

|               |           |                |
| Héðinsson 25’ | Marcatori | 31’ Abdellaoue |

| Arbitro: | Svendsen |

|              |           |                    |
| Smárason 31’ | Marcatori | 9’ Vibe 9’ Paulsen |

| Arbitro: | Kehlet |

|  |           |                              |
|  | Marcatori | 4’ Kløve 84’ (rig.) Spelmann |

| Arbitro: | Nystrup Kragh |

|  |           |          |
|  | Marcatori | 90’ Vibe |

| Arbitro: | Jensen |

|             |           |                         |
| O'Brien 56’ | Marcatori | 24’ Gíslason 51’ Larsen |

| Arbitro: | Poulsen |

|                                                  |           |             |
| John 4’ Mtiliga 51’ Christensen 55’ Beckmann 78’ | Marcatori | 34’ Antipas |

| Arbitro: | Maae |

|  |           |                                     |
|  | Marcatori | 42’ Nielsen 48’, 57’ Curth 87’ Kusk |

| Arbitro: | Maae |

|  |           |                          |
|  | Marcatori | 86’ Pourié 88’ Viðarsson |

| Arbitro: | Svendsen |

|                                   |           |                          |
| Stenild 31’ (aut.) Jóhannsson 48’ | Marcatori | 65’ O'Brien 90’ Bechmann |

| Arbitro: | Johansen |

|               |           |                                      |
| Lauridsen 86’ | Marcatori | 68’ Bechmann 71’ Vibe 90’ Hajdarević |

| Arbitro: | Tykgaard |

|  |           |                                                  |
|  | Marcatori | 20’ (rig.) Jóhannsson 44’ Petersen 77’ Eckersley |

| Arbitro: | Maae |

|                             |           |             |
| Kristensen 75’ Helenius 86’ | Marcatori | 72’ Lodberg |

| Arbitro: | Poulsen |

|                 |           |                        |
| J. Ankersen 56’ | Marcatori | 47’ Vibe 90’ Héðinsson |

| Arbitro: | Kehlet |

|              |           |                             |
| Bechmann 33’ | Marcatori | 39’ Nordstrand 72’ Beckmann |

| Arbitro: | Johansen |

|                                                         |           |  |
| Pedersen 13’ Ruud 15’ (rig.) Kadrii 26’, 76’ Vadócz 86’ | Marcatori |  |

| Arbitro: | Larsen |

|                            |           |                                     |
| Bechmann 21’ Héðinsson 33’ | Marcatori | 23’ Flinta 41’ F. Hansen 61’ Pourié |

| Arbitro: | Hansen |

|               |           |                    |
| Héðinsson 31’ | Marcatori | 48’, 78’ Cornelius |

| Arbitro: | Svendsen |

|          |           |                                        |
| Toft 70’ | Marcatori | 10’ Bechmann 13’ Héðinsson 78’ Paulsen |

| Arbitro: | Christoffersen |

|                           |           |                          |
| O'Brien 35’ Héðinsson 71’ | Marcatori | 6’ Rommedahl 64’ Antipas |

| Arbitro: | Larsen |

|               |           |  |
| Andersson 32’ | Marcatori |  |

| Arbitro: | Kehlet |

|                       |           |  |
| Brock-Madsen 43’, 90’ | Marcatori |  |

| Arbitro: | Jensen |

|                                  |           |               |
| Vibe 13’ Hart 52’ Absalonsen 90’ | Marcatori | 31’ Andreasen |

| Arbitro: | Svendsen |

|  |           |                                           |
|  | Marcatori | 19’, 48’, 55’ Vibe 38’ Madsen 64’ Paulsen |

| Arbitro: | Tykgaard |

|  |           |                  |
|  | Marcatori | 22’, 90’ Borring |

| Arbitro: | Rasmussen |

|  |           |                      |
|  | Marcatori | 2’ Igboun 88’ Hassan |

| Arbitro: | Johansen |

|  |           |                                   |
|  | Marcatori | 48’ Bechmann 76’ Vibe 90’ Oggesen |

| Arbitro: | Hansen |

|                                                |           |            |
| Bechmann 45’, 67’ H. Hansen 51’ Absalonsen 62’ | Marcatori | 11’ Skoubo |

| Arbitro: | Svendsen |

|                                |           |                         |
| Christensen 21’ Nordstrand 70’ | Marcatori | 37’ Absalonsen 47’ Vibe |

| Arbitro: | Kristoffersen |

|          |           |  |
| Vibe 22’ | Marcatori |  |

| Arbitro: | Johansen |

|                        |           |                |
| Akharraz 6’ Larsen 51’ | Marcatori | 56’ Absalonsen |

| Arbitro: | Hansen |

|                                                                  |           |                             |
| H. Hansen 45’ (rig.) Vibe 49’ Absalonsen 53’ Andersen 90’ (aut.) | Marcatori | 6’ (aut.) Paulsen 51’ Kløve |

| Arbitro: | Larsen |

|              |           |             |
| Vetokele 37’ | Marcatori | 52’ Lodberg |

### Coppa di Danimarca
| Hobro 28 agosto 2012, ore 17:30 Secondo turno | Hobro | 1 – 4 referto | SønderjyskE | DS Arena |

| Hjørring 28 agosto 2012, ore 17:30 Secondo turno | Vendsyssel | 0 – 4 referto | SønderjyskE | Hjørring Stadion |

| Arbitro: | Larsen |

|  |           |                                       |
|  | Marcatori | 36’ Awankwaa 36’ Santin 86’ Cornelius |

## Statistiche

### Statistiche di squadra
| Competizione       | Punti | In casa | In casa | In casa | In casa | In casa | In casa | In trasferta | In trasferta | In trasferta | In trasferta | In trasferta | In trasferta | Totale | Totale | Totale | Totale | Totale | Totale | DR |
| Competizione       | Punti | G       | V       | N       | P       | Gf      | Gs      | G            | V            | N            | P            | Gf           | Gs           | G      | V      | N      | P      | Gf     | Gs     | DR |
| ------------------ | ----- | ------- | ------- | ------- | ------- | ------- | ------- | ------------ | ------------ | ------------ | ------------ | ------------ | ------------ | ------ | ------ | ------ | ------ | ------ | ------ | -- |
| Superligaen        | 41    | 17      | 5       | 2       | 10      | 26      | 32      | 16           | 7            | 3            | 6            | 27           | 25           | 33     | 12     | 5      | 16     | 53     | 57     | -4 |
| Coppa di Danimarca | -     | 1       | 0       | 0       | 1       | 0       | 3       | 2            | 2            | 0            | 0            | 8            | 1            | 3      | 2      | 0      | 1      | 8      | 4      | +4 |
| Totale             | -     | 18      | 5       | 2       | 11      | 26      | 35      | 18           | 9            | 3            | 6            | 35           | 26           | 36     | 14     | 5      | 17     | 61     | 61     | 0  |

### Statistiche dei giocatori
| Giocatore      | Superligaen | Superligaen | Superligaen | Superligaen | Coppa di Danimarca | Coppa di Danimarca | Coppa di Danimarca | Coppa di Danimarca | Coppe europee | Coppe europee | Coppe europee | Coppe europee | Altre coppe | Altre coppe | Altre coppe | Altre coppe | Totale   | Totale | Totale      | Totale     |
| Giocatore      | Presenze    | Reti        | Ammonizioni | Espulsioni  | Presenze           | Reti               | Ammonizioni        | Espulsioni         | Presenze      | Reti          | Ammonizioni   | Espulsioni    | Presenze    | Reti        | Ammonizioni | Espulsioni  | Presenze | Reti   | Ammonizioni | Espulsioni |
| -------------- | ----------- | ----------- | ----------- | ----------- | ------------------ | ------------------ | ------------------ | ------------------ | ------------- | ------------- | ------------- | ------------- | ----------- | ----------- | ----------- | ----------- | -------- | ------ | ----------- | ---------- |
| J. Absalonsen  | 21          | 5           | 3           | 0           | ?                  | ?                  | ?                  | ?                  | ?             | ?             | ?             | ?             | ?           | ?           | ?           | ?           | 21+      | 5+     | 3+          | 0+         |
| R. Afolabi     | 5           | 0           | 0           | 0           | ?                  | ?                  | ?                  | ?                  | ?             | ?             | ?             | ?             | ?           | ?           | ?           | ?           | 5+       | 0+     | 0+          | 0+         |
| Q. Antipas     | 7           | 2           | 0           | 0           | ?                  | ?                  | ?                  | ?                  | ?             | ?             | ?             | ?             | ?           | ?           | ?           | ?           | 7+       | 2+     | 0+          | 0+         |
| T. Bechmann    | 32          | 8           | 5           | 0           | ?                  | ?                  | ?                  | ?                  | ?             | ?             | ?             | ?             | ?           | ?           | ?           | ?           | 32+      | 8+     | 5+          | 0+         |
| H. Bødker      | 18          | 0           | 4           | 0           | ?                  | ?                  | ?                  | ?                  | ?             | ?             | ?             | ?             | ?           | ?           | ?           | ?           | 18+      | 0+     | 4+          | 0+         |
| P. Born        | 0           | 0           | 0           | 0           | ?                  | ?                  | ?                  | ?                  | ?             | ?             | ?             | ?             | ?           | ?           | ?           | ?           | 0+       | 0+     | 0+          | 0+         |
| D. Christensen | 31          | 0           | 0           | 0           | ?                  | ?                  | ?                  | ?                  | ?             | ?             | ?             | ?             | ?           | ?           | ?           | ?           | 31+      | 0+     | 0+          | 0+         |
| J. Eriksen     | 80          | 0           | 0           | 0           | ?                  | ?                  | ?                  | ?                  | ?             | ?             | ?             | ?             | ?           | ?           | ?           | ?           | 80+      | 0+     | 0+          | 0+         |
| K. Fabricius   | 0           | 0           | 0           | 0           | ?                  | ?                  | ?                  | ?                  | ?             | ?             | ?             | ?             | ?           | ?           | ?           | ?           | 0+       | 0+     | 0+          | 0+         |
| S. Fuglsang    | 80          | 0           | 0           | 0           | ?                  | ?                  | ?                  | ?                  | ?             | ?             | ?             | ?             | ?           | ?           | ?           | ?           | 80+      | 0+     | 0+          | 0+         |
| K. Hajdarević  | 7           | 1           | 2           | 0           | ?                  | ?                  | ?                  | ?                  | ?             | ?             | ?             | ?             | ?           | ?           | ?           | ?           | 7+       | 1+     | 2+          | 0+         |
| H. Hansen      | 31          | 3           | 8           | 0           | ?                  | ?                  | ?                  | ?                  | ?             | ?             | ?             | ?             | ?           | ?           | ?           | ?           | 31+      | 3+     | 8+          | 0+         |
| M. Hansen      | 1           | 0           | 0           | 0           | ?                  | ?                  | ?                  | ?                  | ?             | ?             | ?             | ?             | ?           | ?           | ?           | ?           | 1+       | 0+     | 0+          | 0+         |
| R. Hansen      | 10          | 0           | 2           | 0           | ?                  | ?                  | ?                  | ?                  | ?             | ?             | ?             | ?             | ?           | ?           | ?           | ?           | 10+      | 0+     | 2+          | 0+         |
| T. Hansen      | 17          | 1           | 4           | 0           | ?                  | ?                  | ?                  | ?                  | ?             | ?             | ?             | ?             | ?           | ?           | ?           | ?           | 17+      | 1+     | 4+          | 0+         |
| F. Hart        | 31          | 1           | 3           | 0           | ?                  | ?                  | ?                  | ?                  | ?             | ?             | ?             | ?             | ?           | ?           | ?           | ?           | 31+      | 1+     | 3+          | 0+         |
| E. Héðinsson   | 15          | 6           | 2           | 0           | ?                  | ?                  | ?                  | ?                  | ?             | ?             | ?             | ?             | ?           | ?           | ?           | ?           | 15+      | 6+     | 2+          | 0+         |
| H. Jónasson    | 18          | 0           | 7           | 0           | ?                  | ?                  | ?                  | ?                  | ?             | ?             | ?             | ?             | ?           | ?           | ?           | ?           | 18+      | 0+     | 7+          | 0+         |
| N. Lodberg     | 27          | 2           | 9           | 1           | ?                  | ?                  | ?                  | ?                  | ?             | ?             | ?             | ?             | ?           | ?           | ?           | ?           | 27+      | 2+     | 9+          | 1+         |
| N. Madsen      | 11          | 1           | 3           | 0           | ?                  | ?                  | ?                  | ?                  | ?             | ?             | ?             | ?             | ?           | ?           | ?           | ?           | 11+      | 1+     | 3+          | 0+         |
| S. Mussmann    | 3           | 0           | 0           | 0           | ?                  | ?                  | ?                  | ?                  | ?             | ?             | ?             | ?             | ?           | ?           | ?           | ?           | 3+       | 0+     | 0+          | 0+         |
| C. O'Brien     | 20          | 4           | 2           | 0           | ?                  | ?                  | ?                  | ?                  | ?             | ?             | ?             | ?             | ?           | ?           | ?           | ?           | 20+      | 4+     | 2+          | 0+         |
| A. Oggesen     | 11          | 1           | 0           | 0           | ?                  | ?                  | ?                  | ?                  | ?             | ?             | ?             | ?             | ?           | ?           | ?           | ?           | 11+      | 1+     | 0+          | 0+         |
| H. Opdal       | 13          | 0           | 0           | 0           | ?                  | ?                  | ?                  | ?                  | ?             | ?             | ?             | ?             | ?           | ?           | ?           | ?           | 13+      | 0+     | 0+          | 0+         |
| B. Paulsen     | 31          | 3           | 3           | 0           | ?                  | ?                  | ?                  | ?                  | ?             | ?             | ?             | ?             | ?           | ?           | ?           | ?           | 31+      | 3+     | 3+          | 0+         |
| A. Pétursson   | 0           | 0           | 0           | 0           | ?                  | ?                  | ?                  | ?                  | ?             | ?             | ?             | ?             | ?           | ?           | ?           | ?           | 0+       | 0+     | 0+          | 0+         |
| A. Salami      | 2           | 0           | 0           | 0           | ?                  | ?                  | ?                  | ?                  | ?             | ?             | ?             | ?             | ?           | ?           | ?           | ?           | 2+       | 0+     | 0+          | 0+         |
| M. Skender     | 13          | 0           | 0           | 0           | ?                  | ?                  | ?                  | ?                  | ?             | ?             | ?             | ?             | ?           | ?           | ?           | ?           | 13+      | 0+     | 0+          | 0+         |
| K. Stenild     | 8           | 0           | 0           | 0           | ?                  | ?                  | ?                  | ?                  | ?             | ?             | ?             | ?             | ?           | ?           | ?           | ?           | 8+       | 0+     | 0+          | 0+         |
| J. Storbæk     | 6           | 1           | 0           | 0           | ?                  | ?                  | ?                  | ?                  | ?             | ?             | ?             | ?             | ?           | ?           | ?           | ?           | 6+       | 1+     | 0+          | 0+         |
| G. Swerts      | 14          | 0           | 0           | 0           | ?                  | ?                  | ?                  | ?                  | ?             | ?             | ?             | ?             | ?           | ?           | ?           | ?           | 14+      | 0+     | 0+          | 0+         |
| J. Tjørnelund  | 3           | 0           | 0           | 0           | ?                  | ?                  | ?                  | ?                  | ?             | ?             | ?             | ?             | ?           | ?           | ?           | ?           | 3+       | 0+     | 0+          | 0+         |
| J. Troest      | 0           | 0           | 0           | 0           | ?                  | ?                  | ?                  | ?                  | ?             | ?             | ?             | ?             | ?           | ?           | ?           | ?           | 0+       | 0+     | 0+          | 0+         |
| M. Uhre        | 5           | 0           | 0           | 0           | ?                  | ?                  | ?                  | ?                  | ?             | ?             | ?             | ?             | ?           | ?           | ?           | ?           | 5+       | 0+     | 0+          | 0+         |
| L. Vibe        | 33          | 13          | 3           | 0           | ?                  | ?                  | ?                  | ?                  | ?             | ?             | ?             | ?             | ?           | ?           | ?           | ?           | 33+      | 13+    | 3+          | 0+         |